# Windward Performance DuckHawk
Die Windward Performance DuckHawk ist ein einsitziges Segelflugzeug der Standardklasse, das von Windward Performance in Bend entwickelt und gebaut wurde.
Seit 2016 wird das Flugzeug nicht mehr angeboten.

## Konstruktion
Die DuckHawk ist eine von der Windward Performance SparrowHawk abgeleitete, strukturell verstärkte Konstruktion mit höherer Flugleistung. Die Zelle des Mitteldeckers in Prepreg-CFK-Schalenbauweise hat einen freitragenden Flügel mit elektrisch aktivierten Klappenstellungen der Flaperons, doppelstöckige Bremsklappen an der Oberseite, ein Kreuzleitwerk und ein elektrisch ein- und ausfahrbares gebremstes Hauptrad. Durch die Verwendung von Hochtemperatur-Prepregs ist die Lackierung in anderen Farben als Weiß möglich. In den Tragflächen befinden sich Ballasttanks für 180 l Wasser.

## Versionen
- DuckHawk E – Elektromotorseglerversion, Zulassung durch die FAA am 9. August 2011.[5]
- DuckHawk V (Veloce) – Basismodell mit 180 kg Leer-, 440 kg maximaler Startmasse und +7/−5g Lastvielfache. Zulassung durch die FAA 2014, drei gebaute Flugzeuge.[3][1][6]
- DuckHawk SV (Super Veloce) – Projekt mit 64 % dickerem Holm und verstärktem Rumpf, 197 kg Leer- und 440 kg max. Startmasse, +11/−9g Lastvielfache[3][1][6]
- DuckHawk VNX – Projekt mit dickerer Flügelschale für 417 km/h Höchstgeschwindigkeit, 206 kg Leer- und 520 kg max. Startmasse, +11/−9g Lastvielfache[3][1][6]

## Nutzung
Chip Garner gewann die US-amerikanische Segelflugmeisterschaft 2012 in der 15-m-Klasse und wurde Zweiter in der 18-m-Klasse. Im Dezember 2016 waren in den USA vier Flugzeuge – drei DuckHawk V und ein DuckHawk E – durch die FAA zugelassen.

## Technische Daten
| Kenngröße              | DuckHawk V                 | DuckHawk SV                | DuckHawk VNX               |
| ---------------------- | -------------------------- | -------------------------- | -------------------------- |
| Besatzung              | 1                          | 1                          | 1                          |
| Länge                  | 6,30 m                     | 6,30 m                     | 6,30 m                     |
| Spannweite             | 15,0 m                     | 15,0 m                     | 15,0 m                     |
| Höhe                   | 1,12 m                     | 1,12 m                     | 1,12 m                     |
| Flügelfläche           | 7,4 m²                     | 7,4 m²                     | 7,4 m²                     |
| Flügelstreckung        | 30                         | 30                         | 30                         |
| Flügelprofil           | zehn Profile von Greg Cole | zehn Profile von Greg Cole | zehn Profile von Greg Cole |
| Gleitzahl (gerechnet)  | 50                         | 50                         | 50                         |
| Geringstes Sinken      |                            |                            |                            |
| Leermasse              | 180 kg                     | 197 kg                     | 206 kg                     |
| Startmasse             | 440 kg                     | 440 kg                     | 520 kg                     |
| max. Flächenbelastung  | 59 kg/m²                   | 59 kg/m²                   | 70 kg/m²                   |
| Lastvielfache          | +7/−5g                     | +11/−9g                    | +11/−9g                    |
| Manövergeschwindigkeit | 213 km/h                   | 296 km/h                   | 315 km/h                   |
| Höchstgeschwindigkeit  | 311 km/h                   | 370 km/h                   | 417 km/h                   |